# Badminton na Letnich Igrzyskach Olimpijskich 2000
Badminton na XVII Letnich Igrzyskach Olimpijskich w Sydney rozgrywany był w pięciu konkurencjach. Startowało trzech reprezentantów Polski.

## Mężczyźni

### singel
| Lp. | Państwo   | Zawodnik   |
| --- | --------- | ---------- |
| 1   | Chiny     | Ji Xinpeng |
| 2   | Indonezja | Hendrawan  |
| 3   | Chiny     | Xia Xuanze |

### debel
| Lp. | Państwo          | Zawodnicy                  |
| --- | ---------------- | -------------------------- |
| 1   | Indonezja        | Tony Gunawan Candra Wijaya |
| 2   | Korea Południowa | Lee Dong-soo Yoo Yong-sung |
| 3   | Korea Południowa | Ha Tae-kwon Kim Dong-moon  |

Polacy: Michał Łogosz, Robert Mateusiak wygrali pojedynek w I rundzie z reprezentantami Australii, Davidem Bamfordem i Peterem Blackburnem 2:1 (15:5, 16:17, 15:6) by w II rundzie (1/8 finału) nie sprostać Brytyjczykom, Simonoowi Archer i Nathanowi Robertsonowi (1:15, 10:15).

## Kobiety

### singel
| Lp. | Państwo | Zawodniczka    |
| --- | ------- | -------------- |
| 1   | Chiny   | Gong Zhichao   |
| 2   | Dania   | Camilla Martin |
| 3   | Chiny   | Ye Zhaoying    |

Polacy: Katarzyna Krasowska przegrała w I rundzie z Niemką, Nicole Grether.

### debel
| Lp. | Państwo | Zawodniczki           |
| --- | ------- | --------------------- |
| 1   | Chiny   | Ge Fei Gu Jun         |
| 2   | Chiny   | Huang Nanyan Yang Wei |
| 3   | Chiny   | Gao Ling Qi Yiyuan    |

## mikst
| Lp. | Państwo         | Zawodnicy                     |
| --- | --------------- | ----------------------------- |
| 1   | Chiny           | Zhang Jun Gao Ling            |
| 2   | Indonezja       | Tri Kusharyanto Minarti Timur |
| 3   | Wielka Brytania | Simon Archer Joanne Goode     |